# Jens Südekum

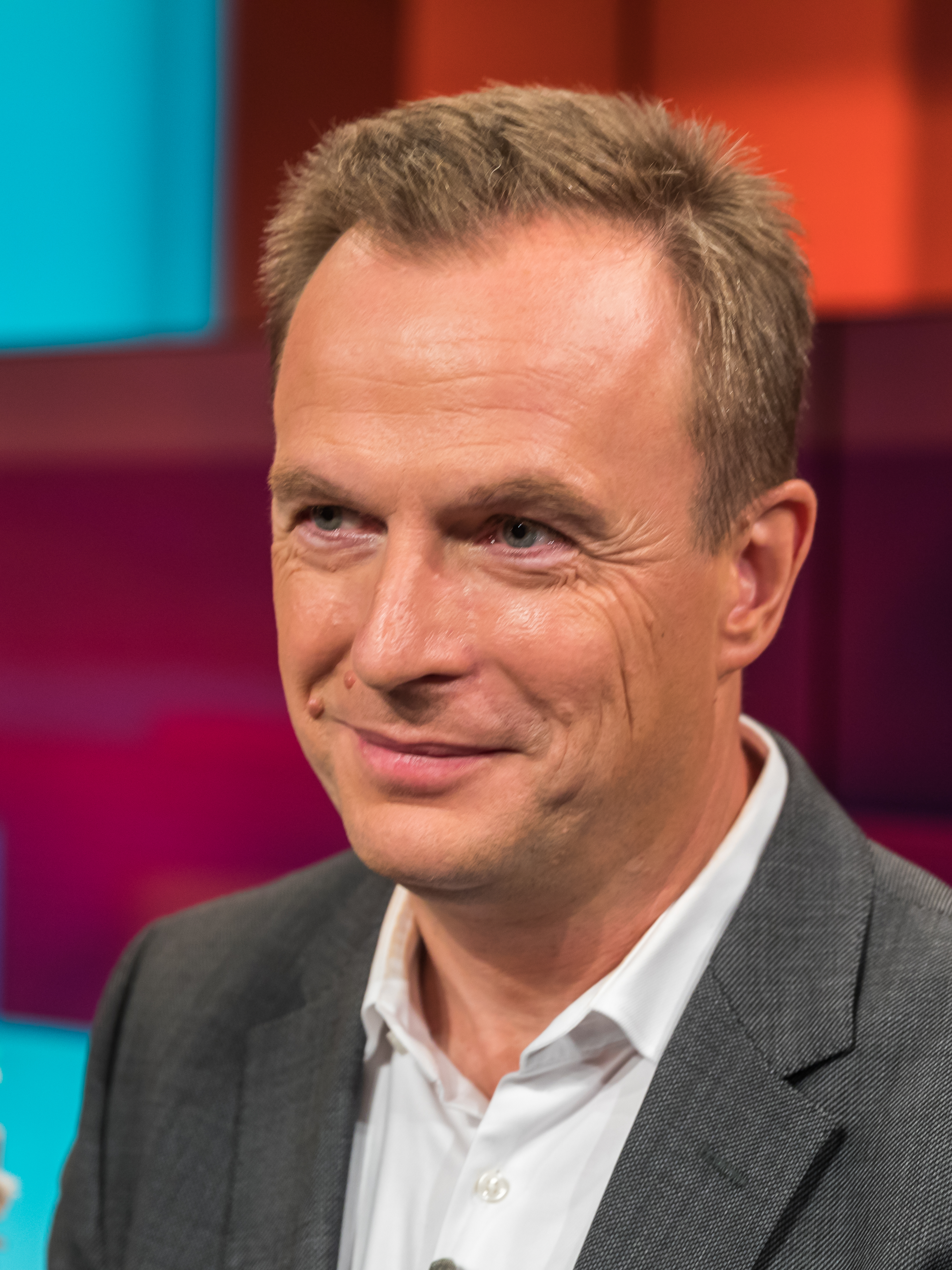
Jens Südekum, 2023

Jens Südekum (* 24. August 1975 in Goslar) ist ein deutscher Ökonom. Er lehrt als Professor an der Heinrich-Heine-Universität Düsseldorf Volkswirtschaft.

## Leben
Nach dem Abitur am Ratsgymnasium Goslar und dem Zivildienst studierte er Volkswirtschaftslehre an der Georg-August-Universität Göttingen und der University of California in Los Angeles und promovierte im Jahr 2003 an der Georg-August-Universität mit einer Arbeit zu regionalen ökonomischen Disparitäten innerhalb der Europäischen Union. Es folgten Stationen am Institut für Arbeitsmarkt- und Berufsforschung (IAB), als Juniorprofessor für Wirtschaftspolitik an der Universität Konstanz und als Lehrstuhlvertreter an der Johannes Gutenberg-Universität Mainz.
Im Jahr 2007 erhielt er im Alter von 31 Jahren einen Lehrstuhl für Mikroökonomik und Außenwirtschaft an der Universität Duisburg-Essen, wo er bis 2014 tätig war und im Jahr 2012 als erster Wirtschaftswissenschaftler den Duisburg-Essener Lehrpreis erhielt. Seit 2014 ist er Professor für International Economics an der Heinrich-Heine-Universität Düsseldorf. Er war Mitglied im Vorstand der Urban Economics Association (UEA). Seit 2024 ist er Mitglied des Kuratoriums der Gerda Henkel Stiftung.
Südekum ist Mitglied der SPD.
Bundeswirtschaftsminister Peter Altmaier berief Südekum zu einem Mitglied im Wissenschaftlichen Beirat beim Bundesministerium für Wirtschaft.
Südekum war 2022 der Wunschkandidat von SPD und Grünen für die Nachbesetzung einer Stelle im Sachverständigenrat zur Begutachtung der gesamtwirtschaftlichen Entwicklung. Dies scheiterte am Veto von Bundesfinanzminister Christian Lindner. Die FDP wollte nach Erkenntnissen der FAS verhindern, dass der Rat nach „links kippe“.
Im Mai 2025 wurde Südekum zum ehrenamtlichen persönlichen Beauftragten für die gesamtwirtschaftliche Entwicklung des Bundesfinanzministers Lars Klingbeil berufen.
Südekum ist Unterzeichner der Berlin Summit Declaration.

## Werk
Jens Südekum forscht zu Fragen des internationalen Handels und der Regionalpolitik. Er beschäftigt sich vor allem mit dem Einfluss von Globalisierung und technologischem Wandel auf den deutschen Arbeitsmarkt.
Er ist Research Fellow beim Centre for Economic Policy Research (CEPR), dem CESifo Institut, dem Institut für Arbeitsmarkt- und Berufsforschung (IAB) und beim Forschungsinstitut zur Zukunft der Arbeit (IZA). Außerdem war er von 2016 bis 2020 Vorsitzender des Ausschusses für Regionaltheorie und -politik beim Verein für Socialpolitik (VfS) und von 2015 bis 2018 Herausgeber des Journal of Regional Science.

## Positionen
Er tritt für einen expansiven Kurs in der deutschen und europäischen Fiskalpolitik ein und hat sich mehrfach gegen die deutsche Schuldenbremse und eine Konsolidierung der Staatsverschuldung nach der Corona-Krise ausgesprochen. In früheren Äußerungen forderte er die Kompensation von Globalisierungsverlierern in importkonkurrierenden Wirtschaftszweigen, die durch zunehmende Handelsverflechtungen Arbeitsmarktprobleme erleiden. Da diese Branchen räumlich oft stark konzentriert sind, hat er sich auch für den Einsatz von regional- und strukturpolitischen Maßnahmen ausgesprochen. In diesem Zusammenhang plädiert er insbesondere für flächendeckende Investitionen in Infrastruktur und Bildung als Instrumente der Regionalpolitik und Industriepolitik.
In der Talkshow von Caren Miosga warf Südekum dem Bundesfinanzminister Christian Lindner vor, dass dessen Vorhaben, mit Kürzungen an anderer Stelle notwendige Investitionen finanzieren zu wollen, „völlig illusorisch“ sei. Notwendige staatliche Mittel in Höhe von 30 bis 50 Milliarden Euro für die Erreichung der Klimaziele könnten so nicht realisiert werden. Deutschland laufe laut Südekum Gefahr, das Triple-A-Rating zu verlieren. Dies liege an der Politik des Bundesfinanzministers, die das Wachstum nicht stütze, und nicht – wie häufig dargestellt – an den Staatsschulden.

## Auszeichnungen
Im Ranking der Frankfurter Allgemeine Zeitung der einflussreichsten deutschen Ökonomen von 2020 landete Südekum auf dem 5. Platz. Das Handelsblatt zählte ihn 2015 zu den drei publikationsstärksten jungen Ökonomen (unter 40) aus dem deutschsprachigen Raum.